# Darnell Hoskins
Darnell Hoskins (* 10. Juli 1974) ist ein ehemaliger US-amerikanischer Basketballspieler.

## Laufbahn
Hoskins, ein 1,85 Meter großer, aus Dayton (US-Bundesstaat Ohio) stammender Aufbauspieler, spielte an der Chaminade Julienne High School sowie ab 1993 für die University of Wisconsin. Er war dort Mannschaftskollege des späteren NBA-Spielers Michael Finley. Im Dezember 1995 verkündete Hoskins aus persönlichen Gründen seinen Abschied von der Hochschule, bis dahin hatte er im Verlauf der Saison 1995/96 9,4 Punkte sowie 3,9 Vorlagen je Begegnung erzielt. Er ging in seine Heimat zurück und verstärkte in seinem letzten Jahr als Universitätssportler die Mannschaft der University of Dayton. Für Dayton kam Hoskins in der Saison 96/97 auf 14,1 Punkte im Schnitt, zudem bereitete er statistisch 4,7 Korberfolge seiner Nebenmänner vor.
Im Jahr 1998 stand er bei der australischen Mannschaft North Melbourne Giants unter Vertrag und verbuchte 17 Punkte pro Begegnung. Im Laufe der Saison 1998/99 stieß er zum Aufgebot des polnischen Erstligisten Pekaes Pruszków, dort überzeugte er als offensivstarker Spieler, seine Saisonhöchstleistung waren 39 Punkte in einer Partie. Bei BK Ventspils trug er in der Saison 1999/2000 zum Gewinn der lettischen Meisterschaft bei.
In der Sommerpause 2000 wurde Hoskins, dem „ein schneller Antritt, katzenhafte Geschmeidigkeit, Spielfreude, die Fähigkeit, seine Mitspieler auch in Bedrängnis zu bedienen“ sowie ein guter Distanzwurf als Stärken zugerechnet wurden, vom deutschen Bundesligisten SSV Ratiopharm Ulm verpflichtet. Dort wurde er Mannschaftskollege von Jarvis Walker. „Allein dieses Duo sollte Garant dafür sein, dass die Ulmer nicht wieder in Nöte kommen“, schrieb das Fachblatt Basketball in seinem Sonderheft zur Saison 2000/01 mit Blick auf das Gespann Hoskins-Walker und das schwierige Vorjahr, in dem die Mannschaft sportlich aus der Bundesliga abgestiegen war und sich nur wegen des Aufstiegsverzichts des TuS Lichterfelde im „Oberhaus“ gehalten hatte. Hoskins übernahm im Ulmer Angriff die Führungsrolle und stand mit 23,3 Punkten je Begegnung ligaweit in der Korbjägerliste hinter John Best auf dem zweiten Rang. Seine sieben Vorlagen pro Spiel waren Ligahöchstwert. Nach einer Verletzung im Januar 2001 war die Saison für Hoskins beendet.
Im Sommer 2001 spielte der US-Amerikaner bei den Marinos de Oriente in Venezuela. Nach einem kurzen Abstecher zum griechischen Erstligisten Iraklis Thessaloniki zu Beginn des Spieljahres 2001/02 wurde er von SIG Straßburg (erste Liga Frankreichs) verpflichtet, dort blieb er bis Februar 2002. Hoskins kam in den Straßburger Farben zu fünf Ligaeinsätzen (9,6 Punkte und 5 Vorlagen/Spiel).
Hoskins war von 2004 bis 2009 Co-Trainer an der Chaminade Julienne High School, an der er selbst zur Schule gegangen war. 2009 und 2010 hatte er dort dann das Cheftraineramt inne. Hernach arbeitete er als hauptverantwortlicher Trainer der Springfield High School (ebenfalls in seinem Heimatbundesstaat Ohio), dann an der Thurgood Marshall High School in Dayton. 2016 trat er die Trainerstelle an der Middletown High School im Großraum Dayton an. Sein Sohn Darnell Hoskins Jr. wurde ebenfalls Basketballspieler, nach der Schulzeit wechselte dieser an die Saginaw Valley State University.